# Taphonia
Taphonia is een geslacht van vlinders van de familie spinneruilen (Erebidae), uit de onderfamilie Herminiinae.

## Soorten
- T. griseirena Schaus, 1916
- T. peonis Schaus, 1916
- T. semifasciata Schaus, 1916
- T. testacealis Dyar, 1918